# Bromure de plutonium(III)
Le bromure de plutonium(III) est un composé chimique de formule PuBr3. Il se présente sous la forme d'un solide cristallisé vert émeraude à vert bleuté, très hygroscopique, fondant à 681 °C. Le liquide est vert à 683 °C mais est jaune ambré à 850 °C. Il cristallise dans le système orthorhombique et le groupe d'espace Cmcm no 63 avec comme paramètres cristallins a = 1 262 pm, b = 409 pm et c = 910 pm, et quatre molécules par maille élémentaire. Dans le cristal, chaque atome de plutonium est coordonné à huit atomes de brome disposés selon un prisme trigonal bicapé.
Il peut être obtenu en faisant réagir de l'hydrate de dioxyde de plutonium PuO2·xH2O avec du bromure d'hydrogène HBr :
2 PuO2·xH2O + 8 HBr → 2 PuBr3 + (4 + 2x) H2O + Br2, 750 à 800 °C.
Une autre voie de synthèse possible est la réaction du décahydrate d'oxalate de plutonium(III) avec le bromure d'hydrogène :
Pu2(C2O4)3·10H2O + 6 HBr → 2 PuBr3 + 3 CO + 3 CO2 + 13 H2O, 570 à 600 °C.
Le bromure de plutonium(III) s'hydrolyse partiellement en solution aqueuse en formant de l'hypobromite de plutonium PuOBr :
PuBr3 + H2O  {\displaystyle \rightleftharpoons }  PuOBr + 2 HBr.